# Existentialisme ou Marxisme ?
Existentialisme ou Marxisme ? est un essai du philosophe et homme politique hongrois Georg Lukács. Dans cet ouvrage, l'auteur polémique avec les philosophies du XIXe et de la première moitié du XXe siècle. Il accuse plus particulièrement l'existentialisme d'être le nouveau masque de la philosophie « bourgeoise » et de « droite », sous prétexte de chercher une troisième voie entre l'idéalisme et le matérialisme historique. Lukács trace une généalogie de l'existentialisme, qui remonte à Schelling, Kierkegaard et Nietzsche, et aboutit à l'existentialisme de Sartre, Beauvoir et Merleau-Ponty. Il leur reproche d'avoir abandonné l'étude des conditions sociales et économiques des relations humaines, pour se replier dans une philosophie de la conscience individuelle.

## Contexte

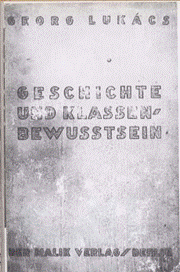
Histoire et conscience de classe, ouvrage de Lukács paru en 1923.

Lucien Goldmann, spécialiste français de la pensée de Georg Lukács, affirme que le philosophe hongrois a connu une période existentialiste dans sa jeunesse. Il écrit que « l'existentialisme allemand a avant tout un caractère conservateur ; le seul penseur existentialiste important qui n'avait pas cette attitude était Lukács en 1908, devenu marxiste par la suite, après avoir quitté et dépassé l'existentialisme ». Pour Goldmann, le jeune Lukács fut le premier existentialiste à « sentir la crise », et à donner un tournant radical à sa première philosophie, « à la fois classique et tragique », dans son ouvrage L'Âme et les Formes (1911).
Parmi les penseurs classés dans l'existentialisme allemand, les principaux sont Karl Jaspers et Martin Heidegger. Goldmann essaye de démontrer que l'ouvrage Être et Temps de Heidegger, en 1927, est une réponse critique à Histoire et conscience de classe de Lukács, datant de 1923.
Goldmann reprend les analyses de Lukács et qualifie l'existentialisme de philosophie « irrationaliste » et « individualiste ». Pour lui comme pour Lukács, l'existentialisme se développe en lien étroit avec les différentes crises économiques et sociales et les guerres successives en Europe, de 1914 à 1945. « L'absence de Dieu, l'absence d'espoir, l'absence de possibilité de dépasser l'individu, se trouvait au centre même de la pensée philosophique ».
Goldmann pense que les différences entre le marxisme et l'existentialisme, surtout sartrien, sont irréductibles. La raison principale du différend serait le primat de la conscience individuelle chez Sartre, alors que pour Lukács et Goldmann, ce sont « l'histoire, la communauté, les parents, [...] la classe » qui sont premiers dans l'ordre des choses et des explications. Goldmann crédite cependant Sartre de positions « progressistes et même révolutionnaires », et le range plutôt dans le rationalisme (d'origine cartésienne) que dans l'irrationalisme. Il admet que « l'existentialisme a eu un caractère positif qui a pu agir [...] sur la pensée marxiste », parce qu'« il est revenu à une sorte de vécu authentique des problèmes », contre « l'académisme universitaire ». En rapprochant la philosophie de la vie, l'existentialisme ne serait pas si loin du marxisme, qui rapproche la philosophie de la « praxis ».

## Contenu

### Les deux orientations de la philosophie
Georg Lukács fait un état des lieux des différentes philosophies qui précédent ou sont contemporaines du marxisme, et notamment de l'existentialisme. Il situe historiquement toutes ces philosophies et montre le rapport qu'elles entretiennent au marxisme. Soit les philosophies précédentes sont dépassées par le marxisme, soit les philosophies contemporaines sont en concurrence avec le marxisme. Pour Lukács à ce moment-là, il n'y a que deux types de pensée : les philosophies de droite, bourgeoises, qui défendent idéologiquement le capitalisme même lorsqu'elles s'en défendent ; et le marxisme de gauche, prolétarien et révolutionnaire. Lukács veut présenter dans son ouvrage le « heurt de deux orientations de la pensée : celle, d'une part, qui va de Hegel à Marx et celle, d'autre part, qui relie Schelling (à partir de 1804) à Kierkegaard ».

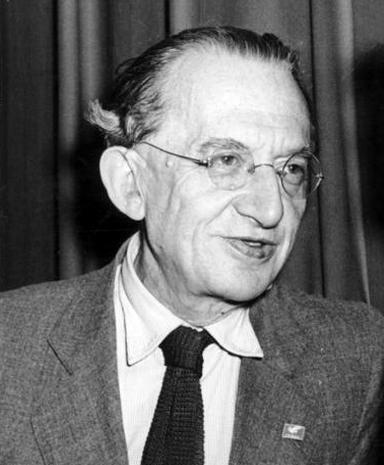
Georg Lukács, l'auteur de Existentialisme ou Marxisme ?.

Selon Lukács, l'existentialisme au XIXe siècle prétend être une troisième voie entre le matérialisme dialectique  et l'idéalisme, mais n'aboutit en fait qu'à sauver l'idéalisme, sous une forme « théologico-mystique » dans le cas de Schelling et Kierkegaard. Cette troisième voie est incarnée, à la fin de ce siècle et au début du XXe siècle, par Friedrich Nietzsche et Ernst Mach, contre lesquels fait face la pensée de Vladimir Lénine. Ce dernier écrira un livre pour réfuter l'idéalisme supposé d'Ernst Mach, Matérialisme et empiriocriticisme.
La voie du matérialisme (ou réalisme, selon Waelhens) est celle du primat de l'existence [socio-économique] sur la conscience, tandis que la voie de l'idéalisme est celle du primat de la conscience sur l'existence. L'idéalisme doit succomber au progrès scientifique, et c'est pourquoi il se pare de mythes pour se sauver, selon Lukács. L'idéalisme finit par devenir un solipsisme, un repli sur soi, et c'est l'existentialisme de Karl Jaspers par exemple, qui pense l'existence « isolée de toute vie publique », s'enfermant dans un « pessimisme total à l'égard du monde extérieur ».
Waelhens, qui est un spécialiste de l'existentialisme et de la phénoménologie, juge l'ouvrage « peu brillant ». Il reproche à Lukács de « s'empêtrer dans la défense de thèses dépassées », et d'avoir une conception « stalinienne » de l'histoire de la philosophie : tout ce qui n'est pas de notre côté, est réactionnaire et bourgeois. Pour Waelhens, Lukács considère l'existentialisme comme une « hérésie à extirper ».

### La critique du positivisme
Georg Lukács critique le néokantisme et le positivisme. Il les accuse de placer la science au-dessus de tout, et d'interdire ainsi toute prétention à construire une vision globale et totalisante de la société. Lukács refuse l'agnosticisme, « qui prétend que nous ne pouvons rien savoir de l'essence véritable du monde et de la réalité et que cette connaissance serait d'ailleurs sans aucune utilité pour nous ». Pour autant, l'objectif de Lukács n'est pas de réhabiliter la métaphysique remise en cause par la limitation du savoir aux disciplines scientifiques spécialisées propre au positivisme. Il veut sauvegarder la possibilité d'une critique globale du système grâce aux outils des sciences économiques et sociales.
L'agnosticisme se retire de toute réflexion idéologique et politique selon Lukács, et il finit par se réduire à une philosophie des sciences qui abandonne toute critique de la société. En ce sens, Lukács lutte contre l'influence du positivisme sur le marxisme, influence forte et qui va de la mort de Marx jusqu'aux années 1920-26 selon Lucien Goldmann.
Lukács poursuit la critique léniniste de l'idéalisme, et il affirme que la conscience n'est que le reflet de la « réalité-matière ». Pourtant, selon Waelhens, il « se donne beaucoup de peine pour montrer que sa position n'est pas celle du scientisme ». Seule la « science positive » apporterait une connaissance réelle pour Lukács. En ce sens, sa conception du marxisme ne serait pas aussi différente du positivisme qu'il le prétend. Il distingue mal le matérialisme mécaniste du matérialisme dialectique. Le premier est censé être « statique » : tous les mouvements de la matière sont déjà connaissables dans l'état présent. Dans le second au contraire, la matière est « toujours en formation », c'est un évolutionnisme : de nouvelles modifications apparaissent après une longue série de phénomènes.

### La critique de l'existentialisme français
Georg Lukács s'en prend particulièrement aux philosophies existentialistes de Sartre, Beauvoir et Merleau-Ponty. Sartre avait déjà fait sa conférence intitulée L'existentialisme est un humanisme, en 1946, pour se défendre contre les communistes marxistes. Ces derniers l'accusaient de proposer une philosophie bourgeoise, individualiste et portée vers le désespoir.
Arlette Elkaïm-Sartre, fille adoptive du philosophe français, résume la polémique dans sa préface de l'ouvrage, et précise que « les marxistes ne désarmeront pas ». C'est le cas de Lukács, qui publie Existentialisme ou Marxisme ? deux ans après la conférence de Sartre, et qui le cite pour l'attaquer.
Un an après la publication de l'essai, en 1949, Lukács se rend à Paris pour débattre avec Sartre de l'existentialisme. Plus tard, Sartre reprendra le débat avec le marxisme et Lukács en 1957, dans Questions de méthode.

#### Édition
- Georg Lukács (trad. E. Kelemen), Existentialisme ou Marxisme ?, Paris, Nagel, coll. « Pensées », 1948 (réimpr. 1961), 290 p.

#### Existentialisme
- Simone de Beauvoir, Pour une morale de l'ambiguïté, Paris, Gallimard, coll. « Folio Essais », 1947 (réimpr. 2003), 382 p. (ISBN 2-07-020512-6)
- Jean-Paul Sartre, L'existentialisme est un humanisme, Paris, Gallimard, coll. « Folio Essais », 1946 (réimpr. 1996), 108 p. (ISBN 2-07-032913-5)
- Jean-Paul Sartre, Questions de méthode, Paris, Gallimard, coll. « Tel », 1957 (réimpr. 1986), 164 p. (ISBN 2-07-070767-9)

#### Études
- Vincent Charbonnier, « Sartre et Lukács : des marxismes contradictoires ? », dans Emmanuel Barot, Sartre et le marxisme, Paris, La Dispute, 2011 (ISBN 284303213X), p. 159-178.
- Lucien Goldmann, Lukács et Heidegger, Paris, Denoël, coll. « Médiations », 1973, 182 p. (ISBN 2-282-30112-9)
- Lucien Goldmann, « Structuralisme, marxisme, existentialisme », L'Homme et la société, vol. 2, no 1,‎ 1966, p. 105-124 (lire en ligne, consulté le 27 juin 2016).
- (en) Titus Stahl, « Georg [György] Lukács », sur Stanford Encyclopedia of Philosophy, 4 novembre 2013 (consulté le 28 juin 2016).
- Alphonse De Waelhens, « Georges Lukács, Existentialisme ou marxisme. Traduit du hongrois par E. Kelemen [compte rendu] », Revue philosophique de Louvain, vol. 46, no 12,‎ 1948, p. 500-504 (lire en ligne, consulté le 27 juin 2016).